# Dnevni avaz
Dnevni avaz su dnevne novine u Bosni i Hercegovini osnovane 1995. godine u Sarajevu. Trenutačno su najtiražnije novine u Bosni i Hercegovini. Naklada novina u 2005. godini iznosi oko 90.000 primjeraka. 
Dnevni avaz su najčitanije dnevne novine u BIH.